# مسجد حاج سر تیپ
مسجد حاج سر تیپ مربوط به اواخر دوره قاجار - دوره پهلوی است و در همدان، بلوار مدنی، کوچه امامزاده یحیی واقع شده و این اثر در تاریخ ۲۵ اسفند ۱۳۸۰ با شمارهٔ ثبت ۵۰۴۳ به‌عنوان یکی از آثار ملی ایران به ثبت رسیده است.